# الديوان الوطني للسياحة (الجزائر)
الديوان الوطني للسياحة ONT هو ديوان مرشد سياحي ، ملحق بوزارة السياحة والصناعات التقليدية الجزائرية كشركة غير تابعة. وتتمثل مهمتها الأساسية في التصميم والإنتاج ، ولكن أيضًا في بيع وإدراك جميع الرحلات السياحية في الجزائر من خلال 32 فرعًا موزعة على الأراضي الوطنية.

## تاريخ
تم إنشاء الديوان الوطني الجزائري للسياحة في 25 أغسطس 1962 عند استقلال الجزائر ، والتي كانت مهمته الرئيسية هي ممارسة استقبال السياحة الدولية. وبالتالي كان هذا المكتب مسؤولاً عن إدارة الممتلكات الشاغرة والترويج للمنتجات السياحية الجزائرية في السوق الدولية.